# Міхран
Міхран або Мігран (вірм. Միհրան, грец. Mιθρένης або грец. Mιθρίνης) — командувач перським гарнізоном при місті Сарди, син Єрванда II, царя Вірменії (336-331 до н. е.). 
Міхран добровільно перейшов на бік Александра Македонського в битві на річці Гранік і його зустріли з великими почестями. Міхран також виступав на боці Александра в битві при Гавгамелах проти Дарія I та проти військ, якими командував його батько Єрванд II. Після битви Александр призначив його сатрапом Вірменії. 